# Friedrich Wilhelm Levi

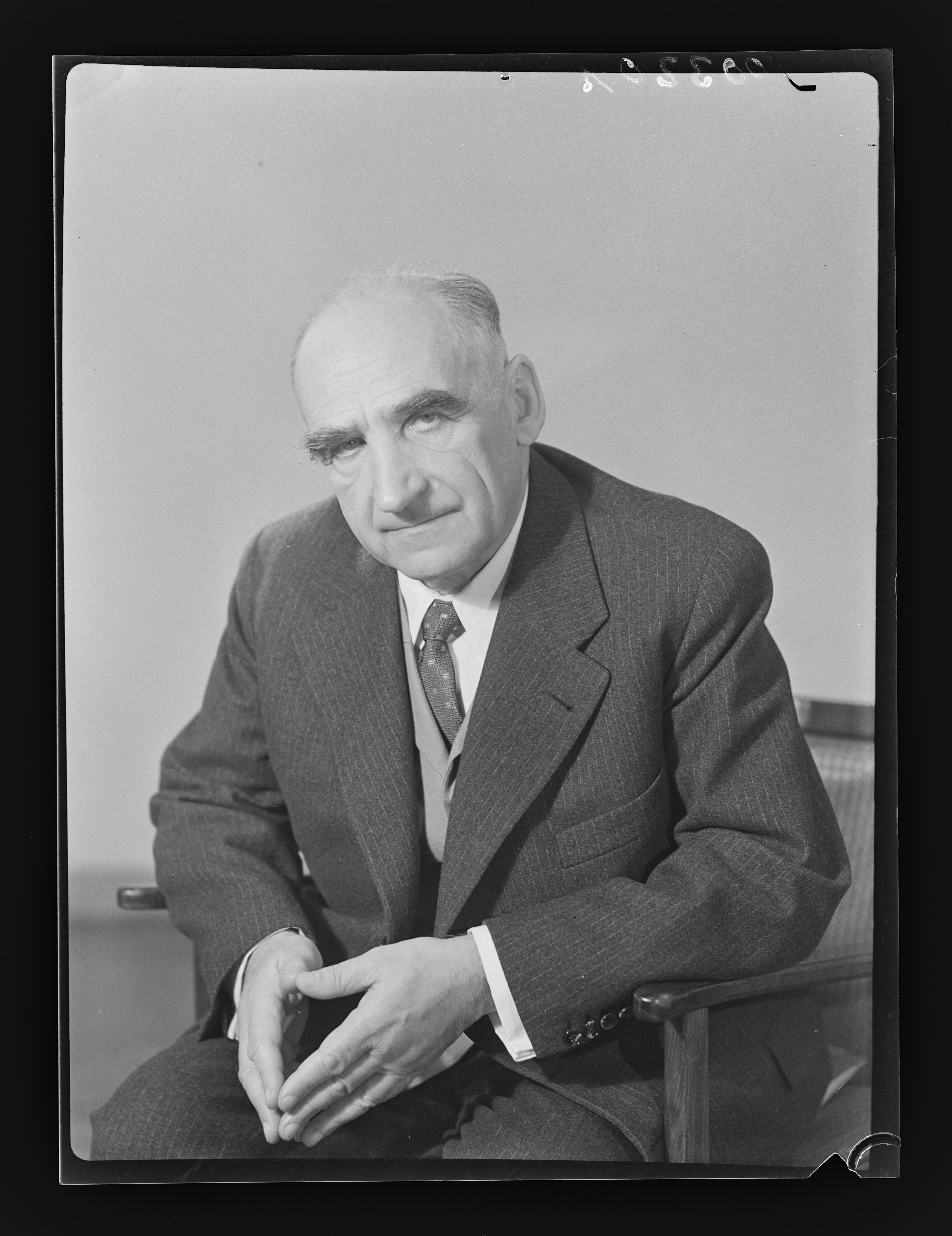
Friedrich Wilhelm Levi, 1957, fotografiert von Gerda Schimpf

Friedrich Wilhelm Levi (* 6. Februar 1888 in Mülhausen, Elsass; † 1. Januar 1966 in Freiburg im Breisgau) war ein deutscher Mathematiker, der sich mit kombinatorischer Topologie und Gruppentheorie befasste.

## Leben
Friedrich Wilhelm Levi studierte ab 1906 Mathematik und Physik in Würzburg, Straßburg, Leipzig und Göttingen. 1911 wurde er mit der Dissertation Integritätsbereiche und Körper dritten Grades bei Heinrich Weber an der Universität Straßburg summa cum laude promoviert. 1914 reichte er seine Habilitation ein, die aber erst nach seinem Wehrdienst vom Beginn des Krieges bis November 1918 als sächsischer Feldartillerist im Ersten Weltkrieg 1919 in Leipzig erfolgte (Abelsche Gruppen mit abzählbaren Elementen). 1919 wurde er Privatdozent und 1923 nichtplanmäßiger außerordentlicher Professor an der Universität Leipzig, bis er 1935 aus rassistischen Gründen entlassen wurde. Bereits 1933 hatte man ihm die Lehrbefugnis entzogen. Gleichzeitig wurden vier andere dort lehrende jüdische Wissenschaftler entlassen, die man bis dahin wie Levi wegen ihrer Teilnahme am Ersten Weltkrieg noch von der Entlassung ausgenommen hatte. Fünf Mitglieder der Philosophischen Fakultät erhoben daraufhin auf der Sitzung, in der der Rektor Felix Krueger dies bekanntgab (die Anweisung kam vom Reichsstatthalter Sachsen Martin Mutschmann), Protest und reklamierten einen Gesetzesverstoß. Geleitet wurde der Protest von Bartel Leendert van der Waerden, beteiligt waren auch Friedrich Hund, Werner Heisenberg, Bernhard Schweitzer und Konstantin Reinhardt. Heisenberg berichtete später in seinem Buch Der Teil und das Ganze von 1971, dass er und einige andere Professoren wie van der Waerden sogar einen Rücktritt erwogen, ein Gespräch mit Max Planck in Berlin habe ihn aber dann davon überzeugt, dass dies nichts bringen würde, da es keine Gesprächsbereitschaft bei den Nationalsozialisten gäbe (Planck hatte zuvor selbst versucht mit Hitler zu reden).
1935 floh er vor den Nazis aus Deutschland und nahm 1936 ein Angebot der University of Calcutta als Leiter der Mathematikabteilung an (Hardinge Professor of higher mathematics). Seine Mutter und seine Schwester blieben in Deutschland und wurden im Holocaust ermordet.
Nachdem er in Calcutta 1948 das Emeritierungsalter von 60 Jahren erreicht hatte, war er bis 1952 in temporärer Position als Professor am Tata Institute of Fundamental Research in Mumbai, Indien. Aus verschiedenen Gründen (nach Volker Remmert fühlte er sich der deutschen mathematischen Kultur verbunden und hatte nur eingeschränkt Zugriff zur deutschen Literatur in Indien, seine Pension war mager und er hatte im heißen Klima Indiens Gesundheitsprobleme) strebte er eine Rückkehr nach Europa an, obwohl er in Indien angesehen war. Er kam 1950 zu einer Vortragsreihe nach Europa und besuchte unter anderem Oberwolfach und war 1951 Gastprofessor in Freiburg. Durch Bemühungen von Richard Courant, Hermann Ludwig Schmid und Friedrich Karl Schmidt und anderen wurde er 1952 ordentlicher Professor an der Freien Universität Berlin trotz anfänglichen Widerstands an der Fakultät, wo man ihn für zu alt hielt. 1956 ging er in den Ruhestand. Danach lehrte er noch in Freiburg als Honorar- und Gastprofessor (er übernahm die Vorlesungen des 1958 verstorbenen Wilhelm Süss). Seinen letzten Vortrag hielt er im Seminar von Kuno Fladt an seinem 75. Geburtstag. Er starb nach einem Spaziergang am Neujahrstag 1966 in Freiburg.
Nach Raghavan Narasimhan hatte er erheblichen Einfluss auf die Entwicklung der Mathematik in Indien, insbesondere durch die Einführung moderner Algebra in seiner Zeit an der Universität Kalkutta.

## Werke
- Abelsche Gruppen mit abzählbaren Elementen. B. G. Teubner, Leipzig [1919]. (Habilitationsschrift, Universität Leipzig)
- Geometrische Konfigurationen. Hirzel, Leipzig 1929.
- mit Reinhold Baer: Ränder topologischer Räume. Hirzel, Leipzig 1930.
- On the fundamentals of analysis. Six lectures delivered in February 1938 at the University of Calcutta. University of Calcutta, Calcutta 1939.
- mit R. N. Sen: Plane geometry. Calcutta 1939.
- Finite geometrical systems. Six public lectures delivered in February 1940 at the University of Calcutta. University of Calcutta, Calcutta 1942.
- Algebra. University of Calcutta, Calcutta 1942.